# Mohamed mohéli herceg
Mohamed (1820 körül – 1878 előtt) vagy teljesebb néven: Szaidi Hamadi Makadara/Muhammad bin Nasszer Al-Buszaidi/Szaidi (Szajjid) Hamada Makadara (Mkadara), zanzibári és ománi herceg, Moheli (comorei nyelven Mwali) hercege és régense a Comore-szigetek egyik szigetén. Az ománi eredetű Al-Szaid-dinasztia (Al-Buszaid-dinasztia) tagja. Szaid ománi és zanzibári szultán negyedfokú unokatestvére két generációnyi eltéréssel, valamint tanácsosa.

## Élete
Szaid (1792–1856) ománi és zanzibári szultán nagyapjának, Ahmadnak (1710–1783) volt a negyedfokú unokatestvére, bár csak jóval annak halála után született, mint ahogy Szaid szultán sem ismerte a nagyapját, amely időbeli eltérés abból adódhat, hogy a gyermekek születhettek vagy az apa fiatalabb vagy idősebb korában is más-más anyától.
1852. szeptember 8-án Fomboniban feleségül vette Dzsombe Szudi mohéli királynőt (szultána), I. Abdul Rahman mohéli királynak, valamint Ravao (–1847) madagaszkári királynénak, I. Radama madagaszkári király harmadik feleségének a lányát.
Két fiáából is szultán lett: Mohamed (ur: 1865–1874) és Abderremane (ur.: 1878–1885).

## Gyermekei
- Feleségétől, Dzsombe Szudi (1836/7–1878) mohéli királynőtől (szultána), 3 fiú:
  - Mohamed bin Szaidi Hamadi Makadara (1859 körül–1874) mohéli király (szultán) (ur.: 1865–1874)
  - Abdul Rahman bin Szaidi Hamadi Makadara (1860 körül–1885), II. Abdul Rahman néven mohéli király (szultán) (ur.: 1878–1885)
  - Mahmud bin Szaidi Hamadi Makadara (1863–1898), Mohéli régense a húga Szalima Masamba mohéli királynő nevében (ur.: 1889–1897), N. N. (ismeretlen nevű és származású felesége vagy ágyasa), 1 fiú:
    - Manini herceg
- N. N. (ismeretlen nevű) zanzibári ágyasától, 3 fiú:
  - Szaif bin Szaidi Hamadi Makadara (1836 körül–1874 körül), mostohaanyjának és sógornőjének, Dzsombe Szudi Fatima szultána-királynőnek a titkára: (1867–1874), felesége Dzsumbe Szalama (1839–1858 körül) mohéli hercegnő, I. Abdul Rahman mohéli király természetes lánya[3]
  - Abdullah bin Szaidi Hamadi Makadara
  - N. bin Szaidi Hamadi Makadara